# Selección femenina de baloncesto 3×3 de China
La selección femenina de baloncesto 3x3 de China es el combinado que representa a los China en las competiciones internacionales de la modalidad de baloncesto 3×3 femenino. En el 2021 obtuvo la medalla de bronce en los Juegos Olímpicos.

## Medallero histórico
| Competición      | Oro | Plata | Bronce | Total |
| ---------------- | --- | ----- | ------ | ----- |
| Copa Mundial     | 1   | 1     | 0      | 2     |
| Juegos Olímpicos | 0   | 0     | 1      | 1     |
| Total            | 1   | 1     | 1      | 3     |